# Филипп Йозеф Сальм-Кирбургский
Филипп Йозеф Антон, принц Сальм-Кирбургский (нем. Philipp Joseph Anton Fürst zu Salm-Kyrburg; 21 июля 1709 — 7 июня 1779, Париж) — первый принц Сальм-Кирбурга (англ.) с 1743 по 1779 год.

## Биография
Филипп Йозеф Сальм-Кирбурсгский родился 21 июля 1709 года. Он был вторым сыном регента Сальм-Кирбурга с 1696 по 1716 год Хендрика Габриэля Йозефа Сальм-Кирбургского (1674—1716) и его жены принцессы Марии Терезии де Крой (1678—1713), дочери Филиппа Франсуа Альбера де Кроя, маркиза де Варнека (1645—1710). Его дедом по отцовской линии был генерал пехоты и посланник в Республике Соединённых провинций Карл Флорентин Сальмский (1638—1676). У него были старший брат Иоганн Доминик Сальм-Кирбургский (1708—1778), который впоследствии стал 1-м принцем Сальм-Кирбурга, и сестра Генриетта (1711—1751), которая вышла замуж за Максимилиана ван Хорна, принца де Хорна (1695—1763), у которого уже было две дочери от предыдущего брака, старшая из которых позже вышла замуж за принца Филиппа Йозефа Сальм-Кирбургского.
Среди его двоюродных братьев и сестёр был аристократ, владетельный князь, австрийский и священно-римский фельдмаршал Николаус Леопольд фон Сальм-Сальм (1701—1770), который был сыном его дяди Вильгельма Флорентина Сальм-Кирбургского (1670—1707).
Семья Сальм-Мерхинген потеряла титулы "Вильдгрейв из Дауна" и "графа" в 1681 году, когда у них не было преёмника мужского пола, с тех пор Сальм-Кирбургом управляли регенты от их имени. Филипп Джозеф правил вместе со своим братом Иоганном Домиником с 1716 года. Когда Сальм-Кирбург снова возник, на этот раз как княжество, Филипп Йозеф стал первым принцем.
Филипп Йозеф Сальм-Кирбургский умер 7 июня 1779 года в Париже, в возрасте 69 лет, не дожив до свадьбы своей дочери Амалии Зефирины с Антоном Алоисом Гогенцоллерн-Зигмарингеном.

## Семья
От брака Филиппа Йозефа Сальм-Кирбургского с Марией Терезией Йозефой ван Хорн (1725—1783), дочерью его младшей сестры Генриетты Терезии Норбертины Сальм-Кирбургской (1711—1751), родилось десять детей, в том числе шесть детей, достигших совершеннолетия, три дочери и три сына:
- Мария Максимилиана Луиза Сальм-Кирбургская (1744—1790) — вышла замуж за Жана Бретани Шарля де Ла Тремуя, 8-го герцога де Туар[англ.] (1737—1792).
- Фридрих III Сальм-Кирбургский (1744—1794) — суверен княжества Сальм-Кирбург, который большую часть жизни провёл в Париже, был женат на Иоганне Франциске Гогенцоллерн-Зигмаринген[нем.] (1765—1790), от которой у него было четверо детей, в том числе Фридрих IV Сальм-Кирбургский[нем.] (1789—1859).
- Августа Фридерика Сальм-Кирбургская (1747—1822) — вышла замуж за Анн-Эмманюэля де Кроя (1743—1803).
- Карл Август Сальм-Кирбургский (1750)
- Мария Луиза Сальм-Кирбургская (род. 1753)
- Луи Йозеф Фердинанд Сальм-Кирбургский (1753—1774)
- Элизабет Клодина Сальм-Кирбургская (1756—1757)
- Амалия Зефирина Сальм-Кирбургская (1760—1841) — супруга 7-го владетельного князя Гогенцоллерн-Зигмаринген Антона Алоиса Гогенцоллерн-Зигмарингена (1762—1831). Её сын Карл Гогенцоллерн-Зигмаринген (1785—1853) был женат на Марии Антуанетте Мюрат (1793—1847), племяннице короля Неаполя Иоахима Мюрата (1767—1815) и дочери его старшего брата Пьера Мюрата (1748—1792) и его жены Луизы д’Асторг (1762—1832).
- Чарльз Альберт Генри Сальм-Кирбургский (1761)
- Морис Густав Адольф Сальм-Кирбургский (1761—1813) — был женат на графине Кристиане фон Вартенберг.